# Допинг
Допинг е всяко средство, което изкуствено стимулира физическата и умствената работоспособност. Има вещества (в т. ч. някои лекарства), които правят спортистите по-силни и издръжливи от обикновено.
Допингът застрашава спорта, тъй като води до постижения, дължащи се на приема на едно или друго вещество, а не само на силната воля и високите спортни качества на състезателите. При продължителна употреба допингът е вреден за здравето, което противоречи на спортния идеал: „Здрав дух в здраво тяло.“
Затова световните спортни организации са приели списък на забранените вещества (вж. Допинглист). Всеки спортист и всяка спортна федерация са длъжни да се съобразяват с този списък.
На повечето спортни състезания, изискващи сила и издръжливост от атлетите, съществува допинг контрол. Взима се проба от спортиста (кръв, урина и др.) и ако се установи, че е приел забранено вещество, получава наказание. Наказанията най-често са забраняване на участие в спортни състезания за определено време, парични глоби и отнемане на отличия и титли, които спортистът е спечелил с помощта на допинга.